# Mariivka, Dobrovelîcikivka
Mariivka (în ucraineană Мар`ївка) este un sat în așezarea urbană Dobrovelîcikivka din regiunea Kirovohrad, Ucraina.

## Demografie
Componența lingvistică a localității Mariivka
     Ucraineană (100%)
Conform recensământului din 2001, toată populația localității Mariivka era vorbitoare de ucraineană (100%).